# Balto

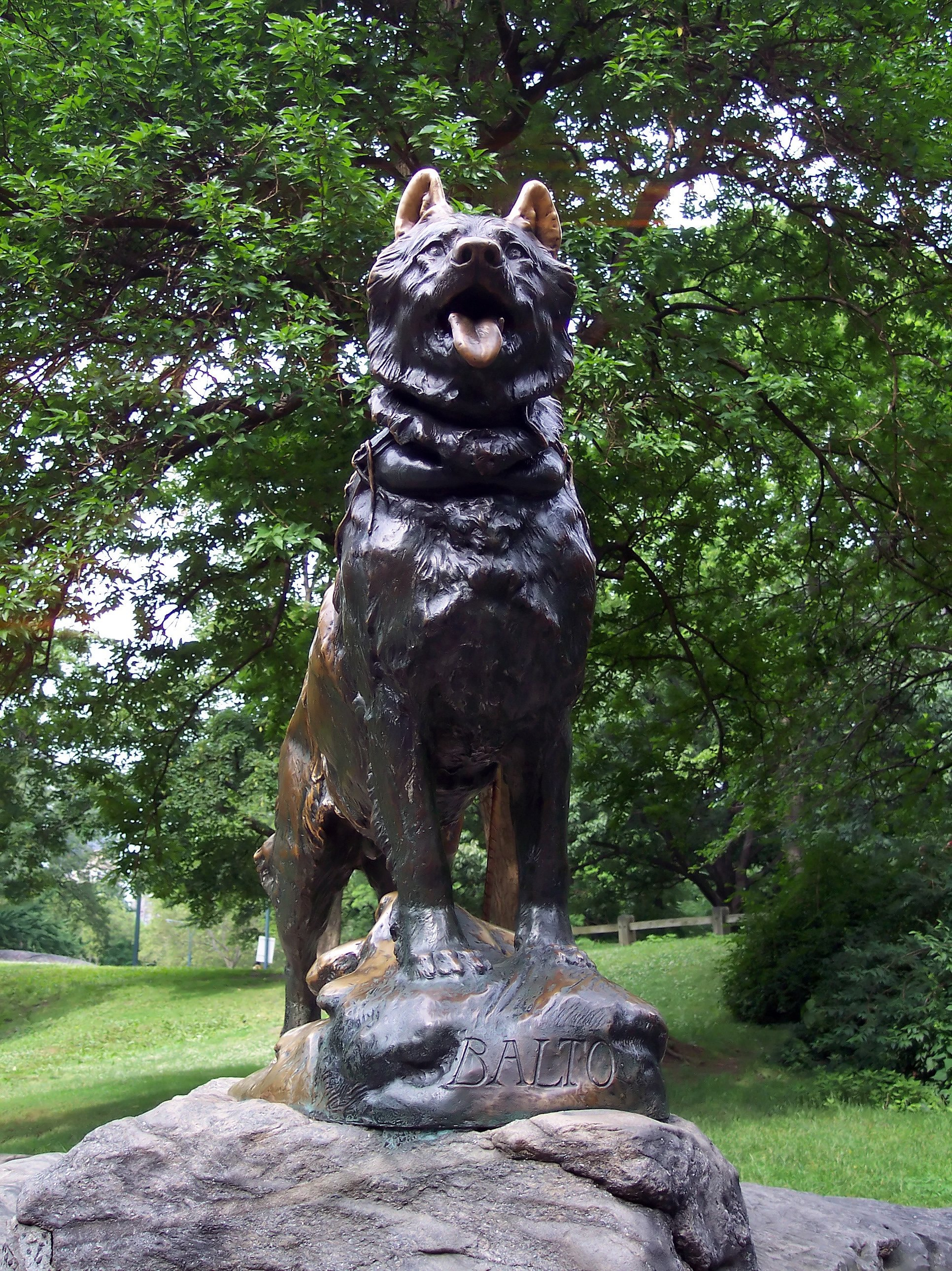
Estàtua a Balto al Central Park (Nova York).

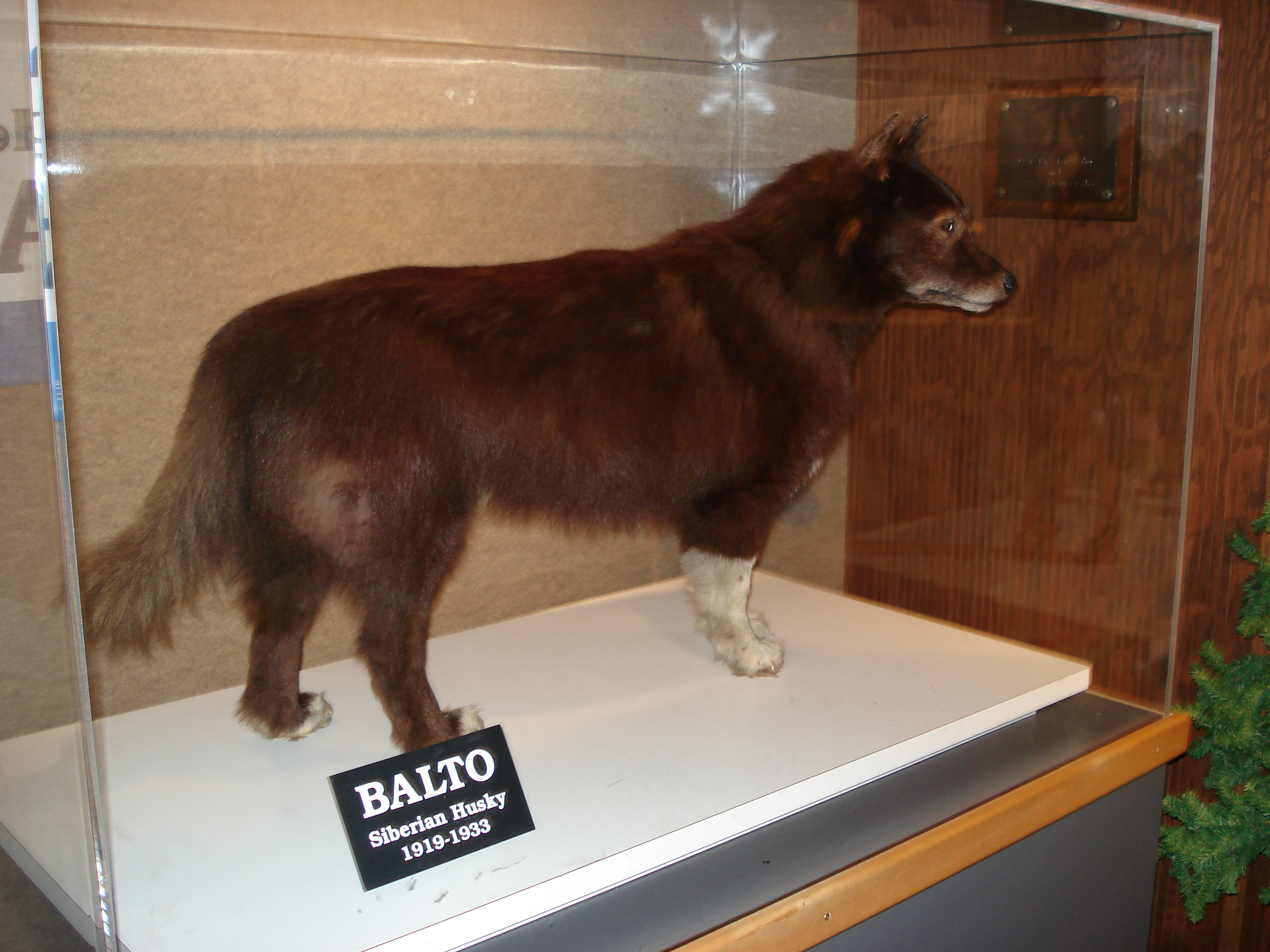
Balto, dissecat i exposat en el Museu d'Història Natural de Cleveland.

Balto (1919 - 14 de març de 1933) va ser un gos de raça husky siberià, nascut al petit poble de Nome, Alaska (Estats Units). Considerat com l'heroi dels nens del poble de Nome. Balto va dedicar els dos primers anys de la seva existència a portar menjar per als menors d'edat, malgrat que se li considerava com un gos bastant lent i molt poc adequat per a aquest treball.
Va ser castrat als sis mesos de vida per no ser talentós.

## Història
A principis de 1925, una epidèmia de diftèria, una malaltia mortal que afecta principalment a nens menors de cinc anys, es va desenvolupar en el poble. Es va requerir antitoxina diftèrica urgentment en tots els hospitals de la zona. Per telegrama, les autoritats es van assabentar que hi havia existències a la ciutat d'Anchorage, a més de 1000 milles (1609 quilòmetres) d'allà. Els mars estaven congelats, no es podia portar l'antitoxina per vaixell i a causa d'una gran tempesta tampoc podia portar-se per via aèria. Aleshores es va elaborar el pla de traslladar l'antitoxina en ferrocarril des d'Anchorage fins a Nenana i des d'allí portar els medicaments en trineu arrossegat per gossos fins a Nome recorrent 1000 quilòmetres. Hi van participar 20 trineus i més de 100 gossos, entre els quals hi havia Balto (formava part de l'esquadró B liderat per Gunnar Kaasen) encara que el seu recorregut com a guia va ser molt petit, un cop arribats al poble, Balto se'n va emportar tot el mèrit, ja que, malgrat no ser un gos apte per ser el líder, va aconseguir complir el seu treball i guiar la resta. Togo, el gos que havia estat el guia durant la part més perillosa del trajecte, no va rebre tant reconeixement.
La premsa es va apassionar amb aquesta història i va fer de Balto el nou heroi de la nació. Va aparèixer en les portades dels diaris de tot el món, i al final d'aquell any, una estàtua, obra de FG Roth, es va erigir en Central Park de Nova York amb la inscripció: "Resistència - Fidelitat - Intel·ligència".

### Darrers anys
En 1927 va ser portat al zoològic de Cleveland, juntament amb els altres gossos del Sèrum de Nome de 1925, a passar els seus últims anys.
Balto va morir el 14 de març de 1933, als 14 anys de vida.

## Pel·lícules
La història de Balto va ser portada al cinema amb:
- Balto, pel·lícula de dibuixos animats estrenada en 1995.

Va tenir dues seqüeles llançades directament en vídeo i DVD (d'història no real):
- Balto 2: Wolf Quest, historia del naixement dels seus fills i el creixement de la seva filla Aleu, va ser estrenada en el 2002.
- Balto 3: Wings of Change, història d'un rescat a un avió realitzat per Balto, pel·lícula estrenada en el 2004.